# Massiccio della Sainte Baume
Il Massiccio della Sainte Baume (in francese Massif de la Sainte-Baume, in dialetto provenzale Massís de la Santa Bauma) è un gruppo montuoso del sud della Francia e che interessa il dipartimenti delle Bocche del Rodano e del Var.

## Caratteristiche
Le due vette più elevate del massiccio hanno la stessa altezza e sono il Joug de l'Aigle ed il Signal des Béguines. Esse raggiungono i 1.148 m. Altra montagna importante è il Pic de Bertagne che raggiunge i 1.042 m e che costituisce il punto più elevato del dipartimento delle Bocche del Rodano.
Il gruppo montuoso riveste particolare importanza per la presenza di una grotta chiamata la Sainte-Baume, situata nel comune Saint-Maximin-la-Sainte-Baume, e dove si conservano, secondo la tradizione, reliquie di Maria Maddalena. La grotta è meta di pellegrinaggi fin dal medioevo.

## Classificazione
La Partizione delle Alpi del 1926 includeva il massiccio nel sistema alpino e lo legava alla sezione alpina Prealpi di Provenza.
Secondo la più moderna letteratura il massiccio, per la sua conformazione geologica, non fa parte del sistema alpino. Conseguentemente la SOIUSA lo esclude dalle Alpi e lo inserisce nei cosiddetti Massicci di Bassa Provenza.

## Geologia
L'orogenesi del massiccio è collegabile con la formazione della catena dei Pirenei ed è stata causata dallo scontro della Penisola Iberica con la placca europea.